# Mindoro occidental
Mindoro Occidental est une province des Philippines.

## Villes et municipalités
Municipalités
- Abra de Ilog
- Calintaan
- Looc
- Lubang
- Magsaysay
- Mamburao
- Paluan
- Rizal
- Sablayan
- San Jose
- Santa Cruz